# Wilde Reise durch die Nacht
Wilde Reise durch die Nacht ist ein im Jahr 2001 erstmals veröffentlichter Roman des deutschen Autors Walter Moers. Das Buch ist nicht, wie die meisten von Moers’ anderen Werken, von ihm selbst illustriert, sondern enthält 21 Holzstiche des französischen Künstlers Gustave Doré, die dieser zu verschiedenen Werken geschaffen hatte (darunter Der rasende Roland von Ludovico Ariosto, Der Rabe von Edgar Allan Poe, Don Quijote von Miguel de Cervantes und die Bibel) und die die Grundlage der von Moers erzählten Geschichte bilden. Der Künstler ist auch die Hauptfigur des Romans, den Moers als eine Hommage an Doré bezeichnete. Obwohl das Buch nominell nicht auf dem fiktiven Kontinent Zamonien spielt, weist es klare Parallelen zu Moers’ dort angesiedelten Romanen auf.

## Handlung

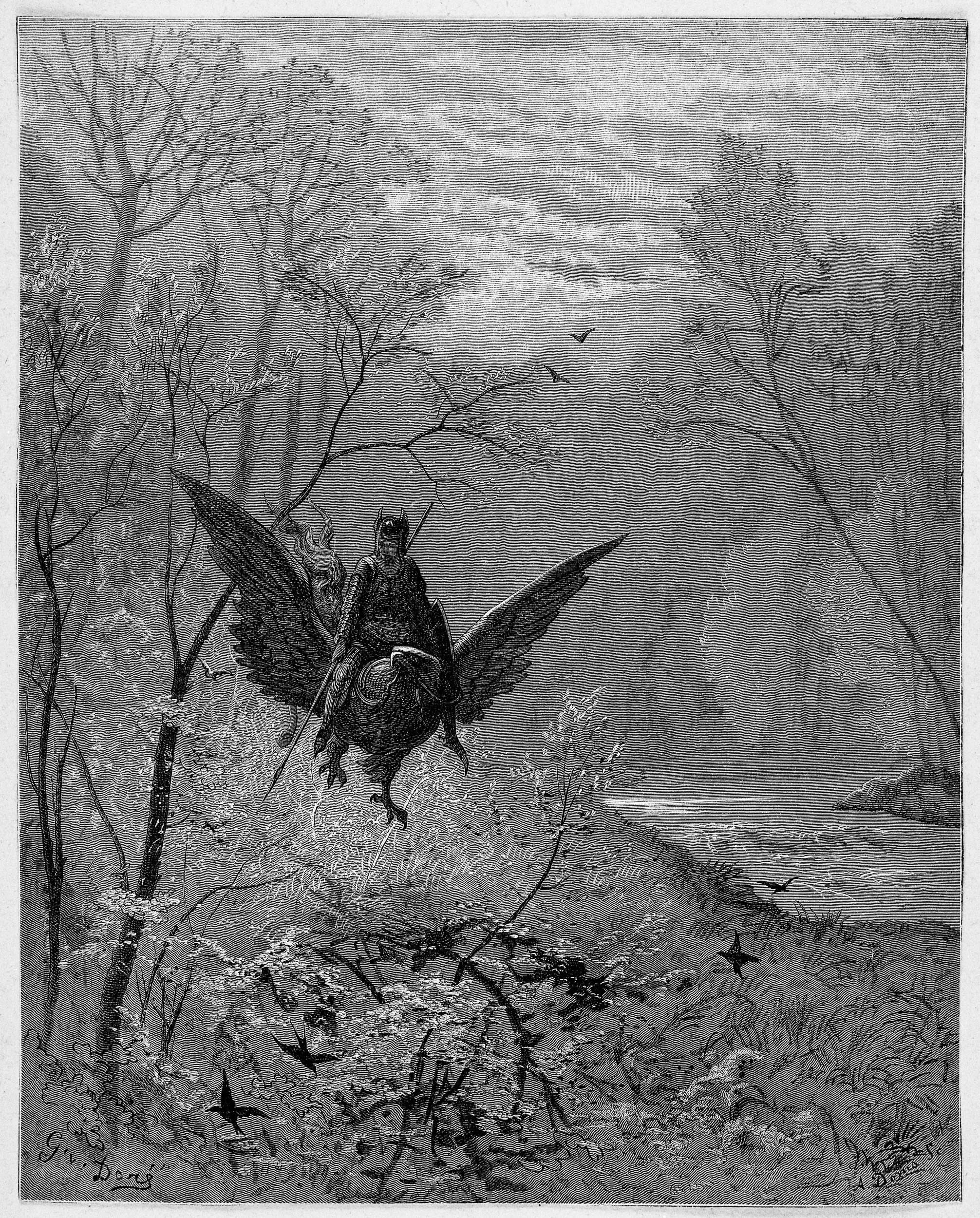
Für die Titelseite des Romans benutzte Illustration aus Der rasende Roland

Der zwölfjährige Gustave Doré reist als Kapitän des Schiffes Aventure durch die See. Doch er gerät in einen schweren Sturm und ein Siamesischer Zwillingstornado reißt sein Schiff mitsamt der Mannschaft in die Höhe. Als der Sturm vorübergezogen ist, findet sich Gustave als einziger Überlebender im schwer mitgenommenen Schiff wieder, wo er auf den Tod und dessen wahnsinnige Schwester Dementia trifft. Gustave erfährt, dass der Tod seine Seele verlangt und in einem Seelensarg einsperren will. Die Seele soll dann der Sonne übergeben werden, damit deren Licht erhalten bleibt.
Doch Gustave will weiterleben, denn sein größter Traum ist es, ein großer Künstler zu werden. Daraufhin schließt der Tod mit ihm eine Wette ab: Wenn es Gustave gelingt, in einer Nacht sechs Aufgaben zu lösen, verschont er ihn.
- Die erste Aufgabe: Gustave muss eine schöne Jungfrau aus den Händen eines Drachen befreien.
- Die zweite Aufgabe: Er muss durch den Wald der Kobolde reisen und sich dabei möglichst auffällig verhalten.
- Die dritte Aufgabe: Er muss die Namen von sechs Riesen erraten.
- Die vierte Aufgabe: Gustave muss einen Zahn vom schrecklichsten aller Ungeheuer ziehen.
- Die fünfte Aufgabe: Gustave muss sich selbst begegnen.
- Die sechste Aufgabe: Gustave muss den Tod auf dem Mond besuchen.

Während Gustave diese Aufgaben erledigt, lernt er viel Neues. Außerdem findet er gute Freunde, die ihm bei seinen Aufgaben helfen: z. B. einen Greifen, ein sprechendes Pferd namens Pancho Sansa (eine Anspielung auf den Gefährten von Don Quijote) und die Zeit. Außerdem verliebt sich Gustave.

## Ausgaben
- Wilde Reise durch die Nacht (Hardcover): Eichborn 2001, ISBN 3-8218-0890-X
- Wilde Reise durch die Nacht (Taschenbuch): Goldmann 2003,  ISBN 3-442-45291-0
- Wilde Reise durch die Nacht. Sonderausgabe (Hörbuch auf 4 Audio-CDs): Eichborn, 2006, ISBN 3-8218-5446-4
- Wilde Reise durch die Nacht (Hardcover): Knaus 2013, ISBN 978-3-8135-0577-1

## Sonstiges
Das Lied This Will Never End der Band Blind Guardian (auf dem Album A Twist in the Myth, 2006) basiert auf dem Roman, insbesondere auf der Rolle des Todes.

## Sekundärliteratur
- Mareike Wegner: »Wissen ist Nacht!«. Parodistische Verfahren in Walter Moers‘ Zamonien-Romanen und in Wilde Reise durch die Nacht. Aisthesis Verlag, Bielefeld 2016, ISBN 978-3-8498-1137-2.